# Gaoping, Nanchong
Gaoping är ett stadsdistrikt i Nanchong i Sichuan-provinsen i sydvästra Kina. Det ligger omkring 200 kilometer öster om provinshuvudstaden Chengdu. 